# Jean-Marie Grezet
Jean-Marie Grezet (Le Locle, Cantón de Neuchâtel, 16 de enero de 1959) fue un ciclista suizo, que fue profesional entre 1981 y 1987.

## Palmarés
- 1976 
  - 1º en el Tour en el País de Vaud
- 1977 
  -  Campeón de Suiza júnior en ruta
- 1980 
  -  Campeón de Suiza en montaña
  - Vencedor de una etapa al Gran Premio Guillermo Tell
- 1982 
  -  Campeón de Suiza en montaña
- 1983
  - 1º en el Tour del Sudeste y vencedor de una etapa
  - Vencedor de una etapa al Tour del Lemosín
- 1984 
  - Vencedor de una etapa al Tour de Romandía

### Resultados en el Tour de Francia
- 1982. No sale (prólogo)
- 1983. Fuera de control (14.ª etapa)
- 1984. 13º de la clasificación general

### Resultados en el Giro de Italia
- 1986. Abandona